# Alice Towers
Pour les articles homonymes, voir Towers.
Alice Towers née le 12 octobre 2002 dans le Derbyshire, est une coureuse cycliste britannique, d'origine anglaise. 

## Biographie
Alice Towers commence le cyclisme durant son adolescence, mais c'est pendant la pandémie de Covid-19 en 2020, qu'elle pratique ce sport plus sérieusement. À la fin de la saison 2020, elle a l'opportunité de courir en tant que stagiaire pour l'équipe espagnole Eneicat-CM et fait sa première apparition dans une course professionnelle lors de La Périgord Ladies à seulement 17 ans. Après être passée chez les espoirs (moins de 23 ans), elle rejoint l'équipe continentale britannique Le Col-Wahoo en 2021, avec laquelle elle court pendant deux ans. Après une première année sans succès notable, elle devient championne de Grande-Bretagne sur route en 2023 après une échappée en solitaire de plus de 40 kilomètres dans des conditions météorologiques difficiles. Au niveau international, elle entre pour la première fois dans le top 10, avec une septième place lors de la deuxième étape du Tour de Belgique.
En 2023, elle rejoint  l'UCI WorldTeam allemande Canyon-SRAM Racing. Lors de la Deakin University Elite Women's Road Race 2024, elle décroche son premier top 10 sur l'UCI World Tour féminin en terminant dixième. En août de la même année, elle est l'une des coéquipières de Katarzyna Niewiadoma lors de sa victoire sur le Tour de France Femmes.

## Palmarès

### Par années
- 2022
  -  Championne de Grande-Bretagne sur route
- 2024
  - 5e du championnat du monde sur route espoirs
  - 10e de la Deakin University Elite Women's Road Race
- 2025
  - 10e du Women's Tour Down Under

### Résultats sur les grands tours

#### Tour de France
2 participations
- 2023 : 44e
- 2024 : 89e

#### Tour d'Italie
2 participations
- 2024 : abandon (4e étape)
- 2025 : 66e

#### Tour d'Espagne
1 participation
- 2023 : 35e

### Classements mondiaux
| Année                                 | 2021 | 2022 | 2023 | 2024 |
| ------------------------------------- | ---- | ---- | ---- | ---- |
| Classement UCI                        | 955e | 220e | 569e | 166e |
| UCI World Tour                        | nc   | nc   | 196e | 89e  |
|                                       |      |      |      |      |
| Légende : nc = non classéSource : UCI |      |      |      |      |